# 노스캐롤라이나 대학교 윌밍턴
노스캐롤라이나 대학교 윌밍턴(영어: University of North Carolina Wilmington)은 미국 노스캐롤라이나주 뉴해노버군 윌밍턴에 있는 주립 연구 중심 대학이다. 노스캐롤라이나 대학교 가운데 한 곳이다.

## 역사
1947년 9월 4일에 윌밍턴 칼리지(Wilmington College)라는 이름으로 문을 열었다. 개교 당시에는 단기대학이었으며 238명의 신입생들 가운데 약 75%는 제2차 세계 대전 시기에 복무했던 군인들이었다. 1963년 7월 1일에 4년제 리버럴 아츠 칼리지가 됐다. 1969년 7월 1일에는 대학교로 승격돼 오늘날의 이름을 갖고 노스캐롤라이나 대학교의 다섯 번째 캠퍼스가 됐다. 1977년 8월 22일에 대학원 과정 개설 승인을 받았다.

## 교육
노스캐롤라이나 대학교 윌밍턴에는 일곱 개의 단과대학이 있다.
- 학부대학
- 대학원
- 우등대학
- 문리대학
- 캐머런 경영대학
- 교육대학
- 보건복지대학

### 순위
노스캐롤라이나 대학교 윌밍턴은 《U.S. 뉴스 & 월드 리포트》의 2020년 미국 대학 순위에서 185위를, 《워싱턴 먼슬리》의 2019년 미국 대학 순위에서 244위를, 《포브스》의 2019년 미국 대학 순위에서 336위를 기록했다.

## 운동부
노스캐롤라이나 대학교 윌밍턴의 운동부는 '시호크스(Seahawks)'다. 전미 대학 체육 협회의 디비전 Ⅰ에 속하며 남자 운동부 8개(골프, 농구, 배구, 비치발리볼, 수영, 야구, 육상 경기, 축구, 크로스컨트리 달리기, 테니스)와 여자 운동부 10개(골프, 농구, 소프트볼, 수영, 육상 경기, 크로스컨트리 달리기, 축구, 테니스)가 있다.